# Pseudotomoxia
Pseudotomoxia là một chi bọ cánh cứng trong họ Mordellidae.
Chi này được miêu tả khoa học năm 1950 bởi Ermisch.

## Các loài
Chi này gồm các loài:
- Pseudotomoxia albonotata (Ray, 1936)
- Pseudotomoxia fasciata (Pic, 1931)
- Pseudotomoxia horni (Ray, 1936)
- Pseudotomoxia kamerunensis Ermisch, 1948
- Pseudotomoxia mosseliana Franciscolo, 1965
- Pseudotomoxia palpalis Franciscolo, 1965
- Pseudotomoxia quadrinotata (Ray, 1936)
- Pseudotomoxia rufoabdominalis (Ray, 1936)
- Pseudotomoxia trilineata (Ray, 1936)
- Pseudotomoxia trimaculata (Ray, 1936)